# Clossiana nebraskensis
Clossiana nebraskensis är en fjärilsart som beskrevs av Holland 1928. Clossiana nebraskensis ingår i släktet Clossiana och familjen praktfjärilar. Inga underarter finns listade i Catalogue of Life.